# Parafia św. Maksymiliana Kolbego w Toruniu
Parafia Świętego Maksymiliana Kolbego w Toruniu – parafia rzymskokatolicka w diecezji toruńskiej, w dekanacie Toruń III, z siedzibą w Toruniu.
Osiedle Rubinkowo włączono do granic Torunia w 1951 roku. Mieszkańcy osiedla należeli do trzech parafii: Chrystusa Króla, św. Jakuba Apostoła i Podwyższenia Krzyża Świętego. 16 grudnia 1979 roku władze wojewódzkie zgodziły się na budowę kościoła na Rubinkowie II i na Skarpie (potocznie nazywanym Rubinkowem III). 28 maja 1980 roku wyznaczono plan pod budowę kościoła. We wrześniu 1980 roku wybudowano budynek stanowiący zaplecze gospodarcze, pomieszczenie mieszkalne dla wikariuszy oraz prowizoryczną kaplicę. Parafię erygowano 24 listopada 1980 roku. Pierwszym proboszczem parafii został ks. Andrzej Klemp. Poświęcenie i wmurowano kamienna węgielnego pod kościół odbyło się 14 listopada 1981 roku. Kościół św. Maksymiliana Kolbego był budowany do 1989 roku, został poświęcony 12 października 1989 roku przez biskupa chełmińskiego Mariana Przykuckiego.
Ulice na obszarze parafii: Tłoczka, Bolta, Kolankowskiego, Raszei, Witosa, Konstytucji 3-Maja, Ligi Polskiej, Kosynierów Kościuszkowskich, Kardynała Wyszyńskiego, Stawisińskiego, Szarych Szeregów, Szosa Lubicka, Prejsa.